# Carlos Vela
Carlos Alberto Vela Garrido sinh ngày 1 tháng 3 năm 1989 tại Cancun, México là một cầu thủ bóng đá hiện đang chơi ở giải nhà nghề Mĩ trong vai trò tiền đạo của câu lạc bộ Los Angeles. Với sự nhanh nhẹn của mình, anh cũng có thể chơi ở cả hai cánh.
Anh từng có thời gian khoác câu lạc bộ Arsenal của Anh. Anh chuyển đến Arsenal từ Celta de Vigo vào tháng 1 năm 2007 nhưng anh trải qua một mùa giải rưỡi tiếp theo tích lũy kinh nghiệm ở Tây Ban Nha.
Carlos ngay lập tức tạo ấn tượng với Arsenal, ghi bốn bàn thắng trong hai trận đấu trước mùa giải. Khả năng kiểm soát bóng trong không gian hẹp cùng với bản năng ghi bàn đã được mọi người chú ý đến, nhất là khi anh vượt qua cựu Pháo thủ Jens Lehmann trong trận thắng trước Stuttgart.
Carlos đã gây chú ý vào năm 2005 khi anh giúp México giành được Giải vô địch bóng đá U-17 thế giới, ghi năm bàn để giành danh hiệu Chiếc giày vàng.

## Thống kê sự nghiệp

### Câu lạc bộ
Tính đến 13 tháng 5 năm 2018
| Câu lạc bộ           | Mùa giải            | Giải đấu      | Giải đấu     | Cúp quốc gia  | Cúp quốc gia | Cúp liên đoàn | Cúp liên đoàn | Châu Âu       | Châu Âu      | Tổng cộng     | Tổng cộng    |
| Câu lạc bộ           | Mùa giải            | Số lần ra sân | Số bàn thắng | Số lần ra sân | Số bàn thắng | Số lần ra sân | Số bàn thắng  | Số lần ra sân | Số bàn thắng | Số lần ra sân | Số bàn thắng |
| -------------------- | ------------------- | ------------- | ------------ | ------------- | ------------ | ------------- | ------------- | ------------- | ------------ | ------------- | ------------ |
| Salamanca            | 2006–07             | 31            | 8            | 0             | 0            | —             | —             | —             | —            | 31            | 8            |
| Salamanca            | Tổng cộng           | 31            | 8            | 0             | 0            | —             | —             | 0             | 0            | 31            | 8            |
| Osasuna              | 2007–08             | 33            | 3            | 0             | 0            | —             | —             | —             | —            | 33            | 3            |
| Osasuna              | Tổng cộng           | 33            | 3            | 0             | 0            | —             | —             | 0             | 0            | 33            | 3            |
| Arsenal              | 2008–09             | 14            | 1            | 4             | 1            | 3             | 4             | 8             | 0            | 29            | 6            |
| Arsenal              | 2009–10             | 11            | 1            | 2             | 0            | 2             | 1             | 5             | 0            | 20            | 2            |
| Arsenal              | 2010–11             | 4             | 1            | 1             | 0            | 4             | 0             | 4             | 2            | 13            | 3            |
| Arsenal              | Tổng cộng           | 29            | 3            | 7             | 1            | 9             | 5             | 17            | 2            | 62            | 11           |
| West Bromwich Albion | 2010–11             | 8             | 2            | —             | —            | —             | —             | —             | —            | 8             | 2            |
| West Bromwich Albion | Tổng cộng           | 8             | 2            | 0             | 0            | 0             | 0             | 0             | 0            | 8             | 2            |
| Real Sociedad        | 2011–12             | 35            | 12           | 2             | 0            | —             | —             | —             | —            | 37            | 12           |
| Real Sociedad        | 2012–13             | 35            | 14           | 1             | 0            | —             | —             | —             | —            | 36            | 14           |
| Real Sociedad        | 2013–14             | 37            | 16           | 7             | 2            | —             | —             | 8             | 3            | 52            | 21           |
| Real Sociedad        | 2014–15             | 29            | 9            | 1             | 1            | —             | —             | 2             | 0            | 32            | 10           |
| Real Sociedad        | 2015–16             | 35            | 5            | 1             | 0            | —             | —             | —             | —            | 36            | 5            |
| Real Sociedad        | 2016–17             | 35            | 9            | 4             | 1            | —             | —             | —             | —            | 39            | 10           |
| Real Sociedad        | 2017–18             | 13            | 1            | 2             | 0            | —             | —             | 2             | 0            | 17            | 1            |
| Real Sociedad        | Tổng cộng           | 219           | 66           | 19            | 4            | —             | —             | 12            | 3            | 250           | 73           |
| Los Angeles FC       | 2018                | 11            | 7            | 0             | 0            | —             | —             | —             | —            | 11            | 7            |
| Tổng cộng sự nghiệp  | Tổng cộng sự nghiệp | 331           | 89           | 27            | 5            | 9             | 5             | 29            | 5            | 396           | 104          |

### Đội tuyển quốc gia
Tính đến 2 tháng 7 năm 2018
| Đội tuyển quốc gia | Năm       | Số lần ra sân | Số bàn thắng |
| ------------------ | --------- | ------------- | ------------ |
| México             | 2007      | 2             | 1            |
| México             | 2008      | 11            | 3            |
| México             | 2009      | 9             | 3            |
| México             | 2010      | 11            | 2            |
| México             | 2011      | 2             | 0            |
| México             | 2014      | 2             | 2            |
| México             | 2015      | 11            | 4            |
| México             | 2016      | 1             | 0            |
| México             | 2017      | 15            | 3            |
| México             | 2018      | 8             | 1            |
| México             | Tổng cộng | 72            | 19           |

### Bàn thắng quốc tế
Scores and results list Mexico's goal tally first.
| #   | Ngày                 | Địa điểm                                                      | Đối thủ            | Bàn thắng | Kết quả | Giải đấu                 |
| --- | -------------------- | ------------------------------------------------------------- | ------------------ | --------- | ------- | ------------------------ |
| 1.  | 17 tháng 10 năm 2007 | Đấu trường Tưởng niệm Los Angeles, Los Angeles, Hoa Kỳ        | Guatemala          | 2–1       | 2–3     | Giao hữu                 |
| 2.  | 8 tháng 6 năm 2008   | Soldier Field, Chicago, Hoa Kỳ                                | Perú               | 3–0       | 4–0     | Giao hữu                 |
| 3.  | 15 tháng 6 năm 2008  | Sân vận động Reliant, Houston, Hoa Kỳ                         | Belize             | 1–0       | 2–0     | Vòng loại World Cup 2010 |
| 4.  | 21 tháng 6 năm 2008  | Sân vận động Universitario, San Nicolás, México               | Belize             | 1–0       | 7–0     | Vòng loại World Cup 2010 |
| 5.  | 24 tháng 6 năm 2009  | Georgia Dome, Atlanta, Hoa Kỳ                                 | Venezuela          | 1–0       | 4–0     | Giao hữu                 |
| 6.  | 26 tháng 7 năm 2009  | Sân vận động Giants, East Rutherford, Hoa Kỳ                  | Hoa Kỳ             | 3–0       | 5–0     | Cúp Vàng CONCACAF 2009   |
| 7.  | 10 tháng 10 năm 2009 | Sân vận động Azteca, México City, México                      | El Salvador        | 4–1       | 4–1     | Vòng loại World Cup 2010 |
| 8.  | 3 tháng 3 năm 2010   | Sân vận động Rose Bowl, Pasadena, Hoa Kỳ                      | New Zealand        | 2–0       | 2–0     | Giao hữu                 |
| 9.  | 3 tháng 6 năm 2010   | Sân vận động Nhà vua Baudouin, Brussels, Bỉ                   | Ý                  | 1–0       | 2–1     | Giao hữu                 |
| 10. | 12 tháng 11 năm 2014 | Amsterdam ArenA, Amsterdam, Hà Lan                            | Hà Lan             | 1–0       | 3–2     | Giao hữu                 |
| 11. | 12 tháng 11 năm 2014 | Amsterdam ArenA, Amsterdam, Hà Lan                            | Hà Lan             | 2–1       | 3–2     | Giao hữu                 |
| 12. | 9 tháng 7 năm 2015   | Soldier Field, Chicago, Hoa Kỳ                                | Cuba               | 2–0       | 6–0     | Cúp Vàng CONCACAF 2015   |
| 13. | 15 tháng 7 năm 2015  | Sân vận động Ngân hàng Trung ương Hoa Kỳ, Charlotte, Hoa Kỳ   | Trinidad và Tobago | 2–0       | 4–4     | Cúp Vàng CONCACAF 2015   |
| 14. | 13 tháng 10 năm 2015 | Sân vận động Nemesio Díez, Toluca, México                     | Panama             | 1–0       | 1–0     | Giao hữu                 |
| 15. | 13 tháng 11 năm 2015 | Sân vận động Azteca, México City, México                      | El Salvador        | 3–0       | 3–0     | Vòng loại World Cup 2018 |
| 16. | 1 tháng 6 năm 2017   | Sân vận động MetLife, East Rutherford, Hoa Kỳ                 | Cộng hòa Ireland   | 3–0       | 3–1     | Giao hữu                 |
| 17. | 11 tháng 6 năm 2017  | Sân vận động Azteca, México City, México                      | Hoa Kỳ             | 1–1       | 1–1     | Vòng loại World Cup 2018 |
| 18. | 10 tháng 10 năm 2017 | Sân vận động Olímpico Metropolitano, San Pedro Sula, Honduras | Honduras           | 2–1       | 2–3     | Vòng loại World Cup 2018 |
| 19. | 23 tháng 6 năm 2018  | Rostov Arena, Rostov-on-Don, Nga                              | Hàn Quốc           | 1–0       | 2–1     | World Cup 2018           |